# Cneu Cornélio Cosso (tribuno consular em 406 a.C.)
Cneu Cornélio Cosso (em latim: Gnaeus Cornelius Cossus) foi um político da gente Cornélia nos primeiros anos da República Romana eleito tribuno consular por três vezes, em 406, 404 e 401 a.C..

## Tribunato consular (406 a.C.)
Em 406 a.C., Cneu Cornélio foi eleito tribuno consular com Lúcio Valério Potito, Numério Fábio Ambusto e Públio Cornélio Rutilo Cosso. O Senado finalmente decidiu declarar guerra a Veios, mas, apesar disto, não foi possível organizar um alistamento militar para formar o exército, seja pelo andamento das operações militares contra os volscos, seja pela oposição dos tribunos da plebe, que viam a campanha militar apenas como uma desculpa para os patrícios evitaram a discussão das reformas exigidas pela plebe.
| “ | Os tribunos da plebe aumentaram ainda mais a tensão que já era alta: eles diziam que a guerra maior era aquela conduzida pelos patrícios contra a plebe, que era deliberadamente acuada pelo alistamento militar e se expunha para ser trucidada pelo inimigo; a levam para longe de Roma para evitar que na paz, consciente da liberdade e das colônias, se agite pensando no bem público e nas eleições livres. | ” |
|   | — Lívio, Ab Urbe condita IV, 4, 58.. |   |

Ainda assim, a decisão foi continuar a guerra contra os volscos: enquanto Cneu Cornélio permanecia cuidando de Roma, Lúcio Valério e Públio Cornélio realizaram operações diversivas, especialmente contra Anzio (Antium) e Ecetra. Enquanto isso, Numério Fábio levou suas forças até Anxur (moderna Terracina), que conquistou e saqueou, seu real objetivo.  Foi também neste mesmo ano que o Senado declarou uma lei em favor dos soldados, que passaram a ser pagos diretamente a partir do erário público. Até então, cada soldado cuidava de suas próprias despesas.

## Segundo tribunato (404 a.C.)
Em 404 a.C., foi eleito novamente tribuno consular, desta vez com Caio Valério Potito Voluso, Mânio Sérgio Fidenato, Cesão Fábio Ambusto, Públio Cornélio Maluginense e Espúrio Náucio Rutilo.
Roma, enquanto continuava o cerco a Veios iniciado no anterior, voltou suas atenções aos volscos, que foram derrotados numa batalha campal entre Ferentino e Ecetra. Os romanos conseguiram conquistar a cidade volsca de Artena, graças principalmente à traição de um escravo, que indicou aos soldados uma passagem que levava diretamente à fortaleza e a partir da qual puderam atacar os defensores.
Finalmente, os romanos estabeleceram uma colônia em Velletri (Velletriae).

## Terceiro tribunato consular (401 a.C.)
Em 401 a.C., foi eleito tribuno consular pela terceira vez, desta vez com Lúcio Júlio Julo, Marco Fúrio Camilo, Mânio Emílio Mamercino, Lúcio Valério Potito e Cesão Fábio Ambusto.
Durante o ano, Roma foi tomada por uma grande polêmica, alimentada pelos tribunos da plebe por causa da má condução da guerra, com uma série de revezes sofridos pelos romanos no cerco a Veios, provocado principalmente por discordâncias entre dois tribunos consulares, Mânio Sérgio Fidenato e Lúcio Vergínio Tricosto Esquilino, pela decisão de manter os soldados a serviço mesmo durante inverno no cerco a Veios (quando o período normal do alistamento era a primavera e o verão) e pela necessidade de novos impostos para sustentar o esforço de guerra, especialmente depois da decisão de pagar os soldados do erário público pelo período da guerra.
| “ | ...E, como os tribunos não permitia a coleta dos impostos militares e aos comandantes não chegava dinheiro para pagar os homens, que reclamavam impacientemente por seus salários, pouco surpreende que também o acampamento fosse contagiado pelos problemas ocorridos na cidade | ” |
|   | — Lívio, Ab Urbe Condita V, 12. |   |

No final, os tribunos da plebe processaram Sérgio Fidenato e Lúcio Vergínio pela péssima condução da guerra e os dois foram condenados a pagara uma multa de 10 000 asses.
Na frente militar, Na frente militar, Fúrio Camilo assumiu o comando do exército romano e, num curto período de tempo, atacou dois aliados de Veios, os falérios e os capenatos, que resistiram dentro de suas muralhas. Os romanos reconquistaram as posições perdidas no ano anterior em Veios enquanto Valério Potito cuidava da campanha contra os volscos e cercou Anxur (Terracina), que também foi cercada.
| “ | No território dos volscos, porém, depois de haver saqueado a zona rural, os romanos tentaram tomar Anxur, que ficava numa colina. Mas quando eles perceberam a inutilidade de uma ação pela força, guiados por Valério Potito, a quem foi confiado comando da operação, iniciou-se um cerco da cidade com a construção de um fosso e de trincheiras. | ” |
|   | — Lívio, Ab Urbe Condita V, 12. |   |

Cornélio estabeleceu um terceiro estipêndio a ser pago aos cavaleiros cujo cavalo não fosse fornecido pelo Estado. Supõe-se que ele tenha promovida a candidatura de seu meio-irmão (ou primo), o plebeu Públio Licínio Calvo Esquilino, à magistratura de tribuno consular em 400 a.C.